# Liste des édifices religieux de Vernon
Cet article présente la liste des édifices religieux situés dans le territoire de Vernon dans l'Eure, en France.
Cette liste n'est pas exhaustive.

## Catholique

### Églises
- Collégiale Notre-Dame de Vernon, rue Carnot
- église paroissiale Sainte-Geneviève, place Adolphe-Barette[1]
- église Saint-Jean-Baptiste, boulevard Georges-Azémia
- église Saint-Nicolas de Vernonnet, place Julie-Charpentier

### Chapelles
- Chapelle de l'hôpital Saint-Louis, rue Benjamin-Pied
- Chapelle de la maison des mères des Sœurs de Jésus au Temple, place de la République

## Protestant
- Eglise évangélique baptiste, rue du Vieux-Château
- Eglise évangéliste de Vernon, rue du Chemin de Ronde
- Salle du royaume des témoins de Jéhovah de Vernon , avenue des Capucins

## Musulman
- Mosquée de Vernon, rue Saint-André
- Mosquée de Vernon, rue de la Grosse Borne
- Mosquée des Boutardes, rue Georges-André
- Mosquée des Marocains de Vernon, cours des Fontenelles
- Mosquée Oman ibn el khattai, boulevard Georges-Azémia